# Zazacatla

Zazacatla na tle innych ośrodków okresu preklasycznego

Zazacatla – prekolumbijskie stanowisko archeologiczne położone w stanie Morelos w środkowym Meksyku.   
Pierwsze ślady wskazujące na istnienie w tym miejscu prekolumbijskich pozostałości, pochodzą z początku lat 70. XX wieku, kiedy to na zdjęciach lotniczych zauważono dużą zniszczoną platformę. Jednak z uwagi na to, że niemal przez ich środek przebiega droga z Meksyku do Acapulco zbudowana kilkadziesiąt lat wcześniej, to wiedza na jej temat prawdopodobnie jest starsza. W połowie lat 80. oficjalnie potwierdzono istnienie stanowiska, jednakże nie podjęto żadnych badań. Natomiast w latach 90. część ruin została zniszczona, gdy poszerzano starą drogę, by wybudować autostradę.
Dopiero w 2006 roku, gdy rozpoczęto budowę parkingu przy drodze prowadzącej do miasta Xochitepec, ok. 50 metrów na zachód od autostrady, ekipa budowlana natknęła się na pozostałości dawnego muru. Sprawą zainteresował się archeolog Giselle Canto, dzięki którego interwencji rozpoczęto prace zabezpieczające. Choć znaczna część stanowiska została zniszczona, to dzięki zakrojonym na szeroką skalę wykopaliskom udało się odkryć m.in. pochówek zawierający szczątki od dziesięciu do dwunastu osób. Na podstawie badań ceramiki ustalono także, że stanowisko było zasiedlane między 800 a 500 rokiem p.n.e, czyli środkowym okresie preklasycznym.
Istotnym znaleziskiem były również detale architektoniczne w stylu olmeckim i dwie rzeźby przedstawiające prawdopodobnie kapłanów. Na ich głowach znajdują się nakrycia w kształcie jaguara czczonego przez Olmeków. Odkrycia te dowodzą wpływów olmeckich na miejscowe społeczeństwo, setki kilometrów od ich macierzystych terenów. Archeolog Giselle Canto uważa, że miejscowi przyjęli styl Olmeków, gdy zmienili się z prostego społeczeństwa egalitarnego na bardziej złożone społeczeństwo hierarchiczne.